# Canna
Canna（かんな）は、NECが UNIX 用に開発し、のち Windows にも移植されたクライアント・サーバ方式の日本語入力システム。
1989年、NEC は販売していた UNIX 機 EWS4800 のウィンドウシステムを独自のものから X Window System へ移行させるにあたり、それまではパソコン用の流用で間に合っていたかな漢字変換システムを、1つのプロセス内でかな漢字変換が同時に行なえるよう対応させる必要が生じた。そうして開発された Canna の Ver.1.1 はまず社内用にリリースされ、次いで Ver.1.2 は自社が UNIX 事業に参入したばかりであり業界標準を狙うという意図から X コンソーシアムに寄贈し、無料で使えるようにした。名称の由来は、かな漢字変換の「かな」を「仮」と書いて「かんな」と呼んでいたことからで、「Canna」というアルファベット表記は適当に当てはめたものである。
Ver.2.1 では JIS X 0212 への対応、ワイドキャラクタへの対応、逐次自動変換機能の追加などが行なわれた。その後の開発は Windows 版（かんな for Windows）が主軸となり、UNIX 版がそれに追随するという形になっていた。1999年時点で語彙数は製品の Windows 版で約10万語、フリー版で約4万語だった。その後NECによる開発・販売は終了し、自由ソフトウェアとして公開されていたUNIX版については有志が保守を引き継いで、SourceForge.jp、のちにはGitHubを拠点に開発作業をしている。
変換サーバであるcannaserverと変換クライアント(例えば、kinput2)との間は、cannaプロトコルで通信されて漢字変換が行われる。そのため漢字辞書を共有化することが可能である。Linuxには、標準的な日本語入力システムとして現在でも搭載されている。かつてリリースされたWindows版も、Windows XP以降では、非対応であっても、インストーラーのファイルのプロパティの互換性をWindows NTに設定して実行すると、インストールでき、また、使用することも可能である。